# Manafest
Chris Greenwood, znany szerzej pod pseudonimem scenicznym Manafest (ur. 19 lipca 1979 w Pickering) – kanadyjski wykonawca chrześcijańskiego rapu oraz artysta rockowy.
Po wypadku na deskorolce w 1998, Manafest miał czas skupić się na swojej karierze muzycznej i został zauważony przez Trevora McNevana z zespołu rockowego Thousand Foot Krutch. To sprawiło, że podpisał kontrakt z wytwórnią BEC Recordings, która we współpracy z Uprok Records wydała jego debiutancką płytę My Own Thing. Płyta składała się głównie z utworów hip-hopowych z elementami rap rocka w stylu Limp Bizkit, P.O.D. i Linkin Park. Trzeci album Manafesta, Glory był już głównie w stylu hip-hopowym. Pod koniec czerwca 2008 Manafest wypuścił czwarty oficjalny album, Citizens Activ, który stał się jego największym sukcesem. Singiel „Avalanche” z albumu The Chase 29 maja 2010 zadebiutował na 46. miejscu Billboard Christian Songs, stając się jednocześnie jedyną jego piosenką na tej liście. Nowy album Manafesta, Fighter, został wypuszczony 10 kwietnia 2012.

## Dyskografia

### Albumy
- Mislead Youth: EP (2001)
- My Own Thing (2003)
- Epiphany (2005)
- Glory (2006)
- Citizens Activ (2008)
- The Chase (2010)
- Avalanche – No Plan B EP (2010)
- The Moment (2014)
- Reborn (2015)
- Stones (2017)
- Stones Reloaded (2018)
- This Is Not the End (2019)
- I Run With Wolves (2022)
- Words Are Weapons (2023)
- Learning How To Be Human (2024)
- Silent Beast (2025)

### Utwory na składankach
- Hip Hope Hits 2006, „Let It Go” i „What I Got To Say” (Gotee, 2005)
- Launch: Ignition, „Let It Go” (CMC, 2005)
- Hip Hope Hits 2007, „Rodeo” (Gotee, 2006)
- Launch: Starting Line, „Style” (CMC, 2006)
- 27th Annual Covenant Hits, „Let It Go” (CMC, 2006)
- Hip Hope Hits 2008, „Bounce” (Gotee, 2007)
- Launch: Inferno, „Out Of Time” (CMC, 2007) (online bonus)
- Canada Rocks, „Impossible” (CMC, 2008)
- GMA Canada presents 30th Anniversary Collection, „Bounce” (CMC, 2008)
- Canadian Hit, „No Plan B” (CMC, 2010)